# Spratelloides
Spratelloides è un genere di pesci ossei marini appartenente alla famiglia Clupeidae.

## Distribuzione e habitat
I membri del genere si incontrano nell'Indo-Pacifico tropicale e subtropicale. S. delicatulus è penetrato nel mar Mediterraneo attraverso il canale di Suez (migrazione lessepsiana) ed è adesso comune lungo le coste israeliane.

## Specie
- Spratelloides delicatulus
- Spratelloides gracilis
- Spratelloides lewisi
- Spratelloides robustus[1]